# اوبرپفافنهوفن
اوبرپفافنهوفن (به آلمانی: Oberpfaffenhofen) یک منطقهٔ مسکونی در آلمان است که در بایرن واقع شده‌است. اوبرپفافنهوفن  ۱٬۳۲۳ نفر جمعیت دارد.